# Fuente Nueva (Granada)
Fuente Nueva es una localidad y pedanía española perteneciente al municipio de Orce, en la provincia de Granada y comunidad autónoma de Andalucía. Está situada en la parte suroriental de la comarca de Huéscar. A ocho kilómetros del límite con la provincia de Almería, cerca de esta localidad se encuentran los núcleos de Venta Micena, Galera y La Alquería.

## Geografía
Esta pedanía se encuentra en una zona conocida como la Cañada de los Vélez, entre Orce capital y el límite con el municipio almeriense de María. Con una estructura urbana casi inexistente, Fuente Nueva está conformado por un gran número de casas-cuevas diseminadas por toda su superficie más escarpada.

## Demografía
Según el Instituto Nacional de Estadística de España, en el año 2011 Fuente Nueva contaba con 55 habitantes censados.